# Argiope aetheroides
Argiope aetheroides — вид павуків-колопрядів з всесвітньо поширеного роду Argiope. Великі, яскраво забарвлені самиці більші в декілька разів за дрібних самців. Отрута слабка, для людини безпечні. Поширені у Східній Азії — в Китаї, Японії, на Тайвані.

## Опис
Самиці відносно великі: від 0,91 до 1,82 см у довжину. Верхня частина головогрудей жовта, вкрита білими волосками. Черевце біле, з чорними та світлорудими поперечними перепасками, іноді з білими плямами на цих перепасках.

## Спосіб життя і поведінка
Дослідження залежності товщини стабіліменту на павутинні Argiope aetheroides показало, що товщина залежить у першу чергу від ступені наповнення павутинних залоз білком шовку, а не від зовнішніх факторів.

## Розповсюдження
Східноазійський вид. Поширений в Китаї, Японії, на Тайвані.